# La Guzla

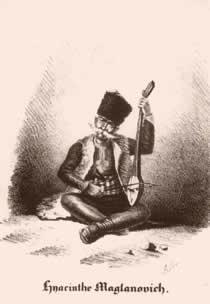
Hyacinthe Maglanovich

La Guzla, ou Choix de poesies illyriques, recueillies dans la Dalmatie, la Bosnie, La Croatie et l'Hertzegowine kortweg La Guzla is een boek dat is uitgegeven in 1827 door de Franse auteur Prosper Mérimée. Het werk is een pseudovertaling, toegewezen aan de verzonnen auteur Hyacinthe Maglanovitch, een bard die een bundeling van naar het Frans vertaalde populaire gezangen uit de noordelijke Balkan maakte. De bedoeling van de auteur was na de uitgave van La Clara Azul het publiek weer te bedotten, de naam van dit nieuwe werk is dan ook een anagram van het oude.

## Stijl
Het werk werd beïnvloed door de romantiek; de stijl bestaat uit korte zinnen en bevat een Oostelijke tint. De dubbelzinnige pseudovertaling vermengt het pittoreske met het macabere, beide veel voorkomende thema's in het oeuvre van Mérimée.

## Succes
La Guzla kende een zeker succes, en auteurs zoals Aleksandr Poesjkin werden verleid enkele van deze gezangen naar het Russisch te vertalen. Later ontmaskerde Mérimée zichzelf als de werkelijke auteur van dit werk.